# Humanista Párt
A Humanista Párt magyarországi párt volt. A 2009-es európai parlamenti választáson a Lehet Más a Politikával alakítottak közös listát, amely a vártnál magasabb, 2,61%-os eredményt ért el, de ezzel sem szerzett mandátumot.

## Története
Humanista pártok az 1960-as évektől kezdődően jöttek létre a világ számos országában, Európában, Dél-Amerikában és Ázsiában. Az egyes országok Humanista Pártjai önállóan működnek, de a nemzetközi tevékenységek összefogására illetve az országhatároktól független célok, mint például az emberi jogok érvényesítése érdekében megalakultak a Humanista Pártok Regionális Szervezetei és a Humanista Internacionálé.
A magyar Humanista Pártot 1998-ban a pártok működéséről és gazdálkodásáról szóló 1989. évi XXXIII. törvény (Ptv.) 3. § (3) bekezdése alapján a Fővárosi Bíróság megszüntette. Ez a törvény azt mondja ki, hogy ha egy párt két egymást követő parlamenti választáson nem állít jelöltet, akkor a pártot egyesületté kell alakítani.
Azóta a Humanista Pártot már három alkalommal próbálták újra bejegyeztetni, de a bíróság különböző okokra hivatkozva sorra elutasította. 2002 decemberében a Legfelsőbb Bíróság határozatot hozott, melyben a Humanista Párt ügyét visszaküldte a Fővárosi Bíróságnak, kötelezve a bíróságot a Humanista Párt bejegyzésére, amennyiben alapszabályuk megfelel a pártokról szóló törvény rendelkezéseinek és nincs törvényi akadálya a nyilvántartásba vételnek. A Fővárosi Bíróság ezek után ismét hiánypótlásra szólította fel a pártot, melynek eleget tettek.
A Humanista Pártot 2003. január 14-én 10263-as sorszám alatt bejegyezték.
A 2009-es európai parlamenti választáson a Lehet Más a Politika Párttal közös listán szerepelt, de a parlamentbe nem jutottak be.

## Főbb nézetei, célkitűzései[1]
- A humanisták nem hiszik, hogy bármely politikai párt képes lenne valós változásokat elérni. Ezért, míg a hagyományos pártok megelégszenek azzal, hogy a választások alkalmával megpróbálják megnyerni a még részt vevő választók többségét, a Humanista Párt azon munkálkodik, hogy minél több embert tegyen aktívvá a döntéshozatalban, és nemcsak választóként, de humanista vagy független jelöltként is.
- A Humanista Párt minden tevékenysége, a választások közötti időtartamban is, arra irányul, hogy megteremtse a véleménynyilvánítás igényét és lehetőségét, tüntetések, fórumok, népi kezdeményezések és népszavazások révén.
- A Humanista Párt nem törekszik mindenáron hatalomra, ezért általában nem köt politikai alkukat, nem lép választási szövetségre más pártokkal, és nem változtatja meg az álláspontját néhány szavazat elnyerése érdekében.
- A Humanista Párt elsődleges céljának a mentalitás megváltoztatását tekinti, azt, hogy a társadalom széles rétegei kezdjenek el bízni a saját megoldásaikban, valamint önkéntesen és szolidárisan cselekedni. A párt tagjai saját életüket, személyes fejlődésüket és saját mentalitásuk megváltoztatását nem választják el társadalmi céljaiktól.

## Választási eredmények

### Európai parlamentiválasztás
| Választások | Szavazatok száma | Szavazatok aránya | Mandátumok száma | Európai parlamenti csoport | Európai parlamenti alcsoport |
| ----------- | ---------------- | ----------------- | ---------------- | -------------------------- | ---------------------------- |
| 2009-es*    | 75 522           | 2,61%             | nem jutott be    | —                          | —                            |

* A Lehet Más a Politika párttal közös listán.